# Španělská ústava z roku 1978

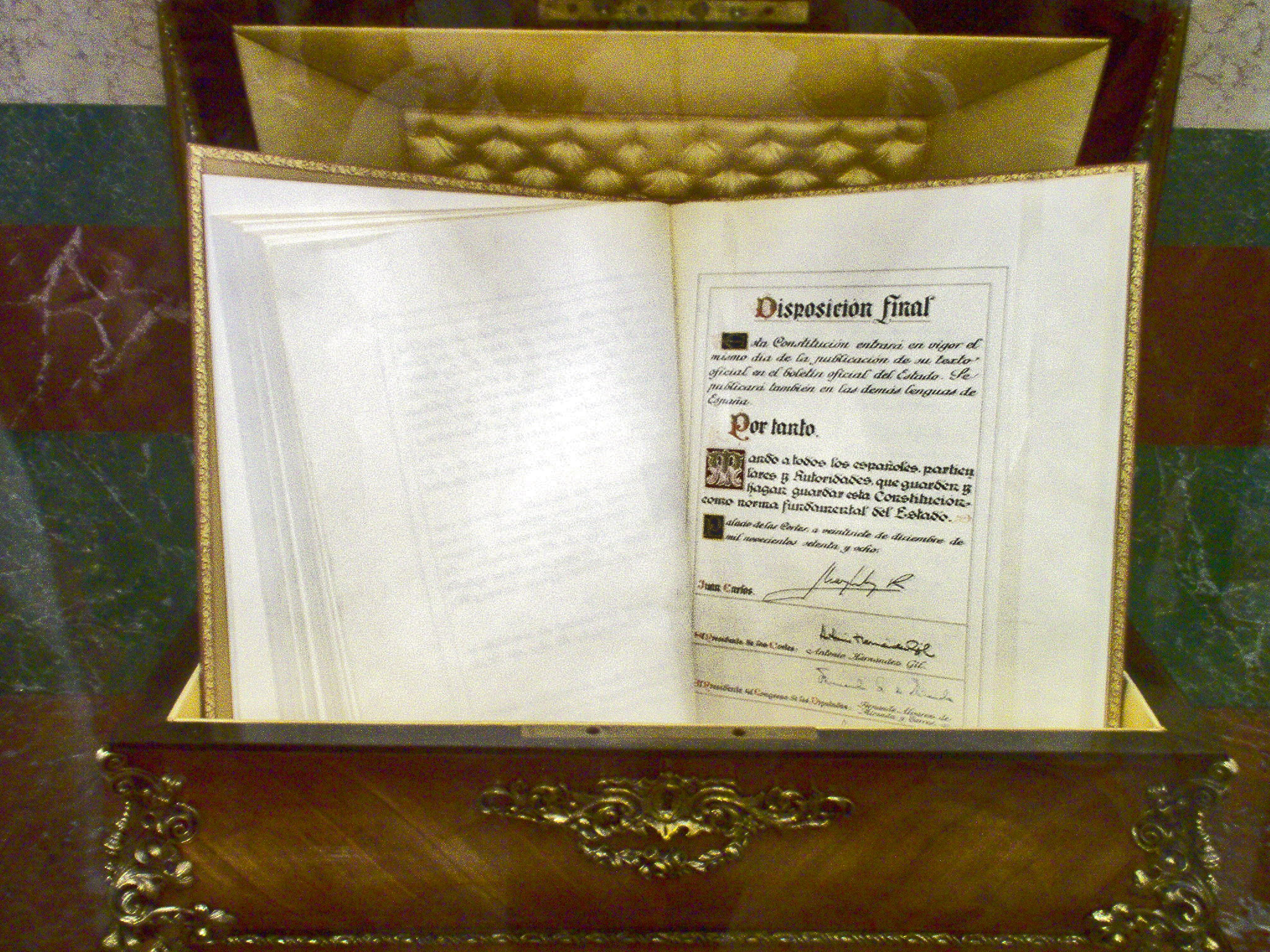
Exemplář španělské ústavy ve vitríně Congreso de los Diputados.

Španělská ústava z roku 1978 (španělsky Constitución Española de 1978) je nejvyšší právní norma španělského království, jemuž jsou podřízeny orgány veřejné správy a občanů Španělska, v platnosti od 29. prosince 1978.
Ústava byla ratifikována v referendu o schválení ústavy dne 6. prosince 1978, a byla později podepsána králem 27. prosince a její znění zveřejněno v Boletín Oficial del Estado o dva dny později, 29. prosince. Vyhlášení platnosti ústavy zahrnovalo vyvrcholení Španělského přechodu k demokracii, který se udál jako následek úmrtí předešlého hlavního představitele diktátora generalissima Francisca Franka, 20. listopadu 1975, která uspíšila sérii politických a historických událostí, jež umožnila transformovat zemi od předešlého frankistického režimu v sociální a demokratický právní stát, s politickou formou konstituční monarchie.